# Civilization II
Civilization II – strategiczna gra turowa, wydana w roku 1996, będąca kontynuacją gry Cywilizacja.

## Struktura gry

### Tworzenie świata
Poza możliwością prowadzenia rozgrywki w stworzonym przez gracza świecie, możliwy jest także do rozegrania scenariusz z czasów rzymskich lub z czasów II wojny światowej. Gra, podobnie jak jej wcześniejsza wersja, rozpoczyna się w roku 4000 p.n.e. Gracz może wybrać od 3 do 7 przeciwników oraz poziom agresji (aktywności) barbarzyńców. Wybrać można także wielkość świata, którego standardowe opcje to odpowiednio:
- mały (40 × 50 pól),
- średni (50 × 80 pól),
- duży (75 × 120 pól).

Możliwe jest też własne zdefiniowanie rozmiaru świata, jednak całkowita liczba pól nie może być mniejsza od 1000, ani większa od 100 000.
Poza tym gracz może wybrać wedle uznania:
- proporcje lądu względem mórz i oceanów,
- formę lądu – kontynentalną, w postaci archipelagu lub zróżnicowaną,
- klimat – wilgotny, suchy lub zwykły (taki jak na Ziemi),
- temperaturę – wysoką, umiarkowaną lub niską,
- wiek ziemi – od 3 do 5 miliardów lat (ta własność wpływa na liczbę gór na planszy).

### Wybór cywilizacji
Gracz ma do dyspozycji jedną spośród 21 cywilizacji, przy czym gracz może też określić płeć przywódcy, czy zmodyfikować tytuły jakie mu przynależą w zależności od typu ustroju.
Istnieje także możliwość wprowadzenia do gry własnej cywilizacji, którą gracz chciałby prowadzić.

### Poziomy trudności
W porównaniu z poprzednią wersją, istnieje o jeden poziom trudności więcej. Oprócz Wodza, Dowódcy, Księcia, Króla i Cesarza istnieje też najtrudniejszy poziom Bóstwo.

### Zasady gry
Do drugiej wersji Civilization została dołączona możliwość modyfikowania zasad gry. Gracz może:
- wybierać przeciwników komputerowych,
- nie zezwalać na pojawianie się nowych cywilizacji po wyeliminowaniu kolejnego przeciwnika,
- wyłączyć/włączyć opcję zakończenia gry przez lot na Alfa Centauri,
- zdefiniować świat jako płaski,
- wybrać formę uproszczonej walki,
- wybrać rok rozpoczęcia od 4000 p.n.e. do 2000 p.n.e. (wersja przyspieszona).

### Scenariusze i utworzone światy
Rozpoczynając grę, gracz może rozpoczynać, jak w poprzedniej wersji, w roku 4000 p.n.e., ale również można wybrać scenariusz w utworzonym świecie. Tworzenie własnych światów umożliwia, m.in. edytor map. Do gry dodane zostały dwa scenariusze – jeden z czasów Imperium rzymskiego i drugi z okresu drugiej wojny światowej. Poza tym dołączone zostały też utworzone światy zamykające się w granicach Europy, Grecji czy ziemskiego globu.

### Zakładanie cywilizacji
Gracz początkowo dysponuje jedną lub dwiema jednostkami osadników, dzięki którym może założyć miasto. Podobnie jak w poprzedniej wersji gry, mapa globu składa się z ułożonych tetragonalnie pól. Początkowo większość jej pól jest niedostępnych, ale mogą być one odkrywane przez poruszające się po niej jednostki.
Po założeniu miasta, gracz może produkować w nim jednostki bojowe lub cywilne, jak również miejską infrastrukturę. Miasto ma zasięg 21 pól (kratek), z których może pobierać zasoby. Gracz może decydować, które pola będą eksploatowane. W zależności od typu eksploatowanego terenu miasto otrzymuje więcej żywności (w postaci snopków oznaczonych odpowiednią ikoną), produkcji (tarczki) lub jednostek wymiany handlowej, które można wykorzystywać w celu rozwijania nauki i technologii (kolbki), powiększania budżetu (monety) lub przeznaczać je na uszczęśliwianie mieszkańców miasta (pucharki). Dokonuje się tego poprzez regulację stawek podatkowych.

#### Miasto
Odwiedzając miasto gracz może, poza ustalaniem, z których pól ma ono korzystać, także:
- zmienić rodzaj produkcji, np. przeznaczyć tarczki produkcji, produkowanej do tej pory jednostki militarnej, na budowę innej jednostki, elementu infrastruktury czy cudu świata,
- kupić budowany w mieście element,
- zmienić jego nazwę,
- użyć opcji widok miasta,
- sprzedać mieszkańcom elementy infrastruktury (jeżeli zostały jakieś obiekty już zbudowane),
- uzyskać informacje o stacjonujących jednostkach oraz o stanie zadowolenia mieszkańców,
- zmniejszyć eksploatację podlegającego pod miasto obszaru w celu zwiększenia zadowolenia mieszkańców (a także uzyskania specjalistów – naukowców lub poborców podatkowych, jeżeli miasto korzysta z 6 lub więcej pól).

### Handel i podatki
Dobra, jakie uzyskiwane są z handlu lub dzięki specjalnym jednostkom w mieście – poborcom podatkowym, naukowcom i artystom, mogą być przeznaczane na:
- akumulację kapitału, dzięki czemu będzie gracz może w przyszłości dokonywać zakupów budowanych w mieście urządzeń i jednostek bądź przeznaczać pewne sumy pieniędzy podczas pertraktacji z innymi cywilizacjami
- przeznaczenie części podatków na naukę, co pozwala uzyskać dostęp do nowych technologii (im więcej dóbr przeznacza się na naukę, tym szybciej odkrywane są nowe technologie), czyli możliwość budowania lepszych jednostek, nowych budynków, czy cudów świata, a także nowych możliwości rozwoju, np. nowe typy ustrojów politycznych, czy nowe możliwości działania niektórych jednostek
- rozrywkę, dzięki czemu wzrasta liczba szczęśliwych obywateli w miastach i spada liczba nieszczęśliwych, co jest istotne dla utrzymania produkcji w mieście.

W grze istnieje pewnego rodzaju nieścisłość terminologiczna, gdyż wpierw gracz ustala stawki podatku, a jedną z nich są właśnie podatki, poza nauką i przedmiotami zbytku.
Regulacja dochodu pomiędzy podatki, naukę i przedmioty zbytku jest dowolna, jednakże w zależności od panującego ustroju na jedną dziedzinę gracz może przeznaczyć pewien procent dóbr, np. w despotyzmie można rozdzielić maksymalnie 60% na jedną z wybranych dziedzin, a w monarchii 70%.

### Budynki i infrastruktura
Od tego, co można budować w mieście, zależy poziom technologiczny cywilizacji, który przede wszystkim jest rozwijany dzięki nakładom na naukę, choć nowe technologie można zdobywać też dzięki szpiegostwu lub poprzez zajmowanie miast cywilizacji lepiej rozwiniętych bądź podążających inną ścieżkę rozwoju. Od liczby tarczek produkcji w zasobach miasta zależy tempo budowy poszczególnych obiektów. Jeden obiekt może potrzebować od 40 do 320 tarczek produkcji.
Poza infrastrukturą w mieście, po dokonaniu odpowiednich odkryć, produkowane mogą być też części statku kosmicznego. Większość obiektów budowanych w mieście wymaga także utrzymania w jednostkach złota na turę – od 1 do 5. Gracz może również zrezygnować z produkcji, zmieniając tarczki produkcji w przychód.

#### Cuda świata
Poza podstawowymi obiektami infrastruktury w miastach budowane mogą być też cuda świata. Dany cud świata może być zbudowany tylko raz przez jedną cywilizację. Ich budowa zazwyczaj jest o wiele bardziej kosztowna (trzeba przeznaczyć na jej budowę kilkakrotnie więcej tarczek produkcji niż przy innego typu obiektach), przez co często trwa wyścig między cywilizacjami o zbudowanie danego cudu jako pierwszy. Cywilizacja, której nie udało się ukończyć cudu jako pierwszej musi zrezygnować z dalszej produkcji lub przerzucić ją na inny obiekt, często tracąc przez to wiele tarczek produkcji. Budowę cudu gracz może przyspieszyć poprzez wyłożenie pewnej sumy pieniędzy lub poprzez wprowadzanie do miast karawan, z których każda zwiększa produkcję o 50 tarczek.
W Civilization II pojawiło się znacznie więcej cudów w porównaniu do poprzedniej wersji gry, m.in. Akademia Sun Tzu, Ambasada Marco Polo, Kampania handlowa Adama Smitha czy też Tama Hoovera (łącznie 28 cudów możliwych do wybudowania). Zmieniła się też funkcja niektórych z nich – przykładowo, po wybudowaniu piramid gracze mogą automatycznie posiadać spichlerz w każdym mieście. Dodatkowo, w momencie wybudowania danego cudu, gracz ma możliwość obejrzenia kilkunastosekundowego filmu z nim związanego.

### Jednostki
Jedną z istotniejszych różnic między pierwszą a drugą wersją Civilization jest liczba typów jednostek, jakie mogą być produkowane. W przypadku Civilization II jest ich 51.
Każda jednostka, jaką można wyprodukować posiada następujące współczynniki:
- Koszt – liczba tarczek produkcji potrzebna do zbudowania jednostki
- Atak – wartości od 0 do 99
- Obrona – wartości od 1 do 12
- Punkty ruchu – od 1 do 16
- Punkty wytrzymałości
- Siła ognia

### Formy rządów
Anarchia – jest to forma rządów charakteryzująca się brakiem stabilnej władzy. Pojawia się w momencie, kiedy upada dotychczasowy rząd (dotyczy przede wszystkim ustroju demokratycznego), bądź też w momencie, kiedy wybucha rewolucja. Anarchia trwa kilka tur, do momentu, kiedy pojawia się możliwość sformułowania nowego rządu. Anarchia jest bardzo podobna do despotyzmu, z wyjątkiem tego, że charakteryzuje się bardzo wysokim współczynnikiem korupcji. Należy jednak pamiętać również o tym, że w okresie anarchii sprawy związane z finansami oraz nauką przestają funkcjonować. Podatki nie są zbierane, ani nie są pobierane opłaty za posiadane budynki. Nauka również nie może się rozwijać.

## Grafika i animacje

### Grafika
Przy wybieraniu własnej cywilizacji gracz może wybrać także styl architektoniczny własnych miast spośród 4 możliwych:
- zamek średniowieczny (np. Niemcy, Francuzi)
- monolity z epoki brązu (np. Babilończycy, Siuksowie, Aztekowie)
- klasyczne forum (np. Rzymianie, Grecy)
- dalekowschodnie pawilony (np. Chińczycy, Japończycy)

Z czasem rozwoju cywilizacji wygląd miast ulega ujednoliceniu, za sprawą wkroczenia w epokę przemysłową. Niezależnie, jaki gracz miał wcześniej styl architektoniczny, wygląd miast staje się identyczny. Ma on postać fabrycznych budynków wykonanych z czerwonego muru pruskiego. Kolejna zmiana architektury ma miejsce przy wynalezieniu samochodu. Wówczas fasady zabudowy przypominają współczesny styl.

## Dodatki

### Civilization II: Conflicts in Civilization Scenarios
Pierwszy oficjalny dodatek do Civilization II. Zestaw zawiera dwadzieścia nowych scenariuszy, przygotowanych zarówno przez twórców gry jak i jej fanów oraz premierowe utwory muzyczne. Wśród scenariuszy zaproponowanych przez programistów MicroProse, dominują potyczki nawiązujące do historycznych konfliktów, np. amerykańskiej wojny secesyjnej, podbojów Aleksandra Wielkiego, wypraw krzyżowych czy I wojny światowej. Gracze znudzeni klasycznymi podbojami, mogą próbować zatrzymać inwazję istot pozaziemskich, lub odtworzyć godne warunki do życia po nuklearnej zagładzie. Dodatkowo umieszczono na krążku osiem najlepszych scenariuszy, stworzonych w 1996 roku przez fanów gry, przy użyciu wbudowanych w grę edytorów.

### Civilization II: Fantastic Worlds
Drugi oficjalny dodatek do Civilization II. Tym razem autorzy postanowili zaaplikować graczom kilkanaście dodatkowych scenariuszy osadzonych w tematyce fantasy i science fiction. Rozszerzenie wzbogaca podstawową wersję gry o dziewiętnaście premierowych misji, rozgrywających się w różnych, mitycznych światach (Midgard, Atlantyda), wykorzystujących opowieści znane z literatury (takich jak opowięci Julesa Verne), czy nawiązujących do innych gier komputerowych firmy MicroProse (Master of Magic, Master of Orion, X-Com). Żeby dobrze oddać klimat poszczególnych „teatrów wojennych”, autorzy przyłożyli się do stworzenia wielu nowych jednostek. Do zestawu dołączono również specjalne narzędzia (składające się z dziesięciu edytorów), pozwalające zaprojektować własne scenariusze. Gracz może tworzyć nie tylko swoje mapy, ale także projektować oddziały według własnego uznania. Po wyczerpaniu pomysłów, może skorzystać z gotowej biblioteki jednostek, zawierającej około 500 gotowych projektów.

## Remake
W sierpniu 1999 wydano remake gry – Civilization II: Test of Time. Główną zmianą względem gry Civilization II były dodatkowe mapy i dwie kampanie w realiach fantasy i science fiction.
Zmiany w rozgrywce:
- możliwość gry wieloosobowej do ośmiu graczy równocześnie.
- trzy wielkie nowe światy do eksploracji.
- poprawiona inteligencja komputerowych przeciwników.
- rozszerzone drzewka badań.
- profesjonalnie przygotowana polska wersja gry.
- rozwój cywilizacji od początków w 4000 roku przed naszą erą, aż do eksploracji nieznanego systemu gwiezdnego 6000 lat później.
- trzy gry: klasyczna „Cywilizacja II: Próba Czasu”, gra fantasy „Świat Midgard” oraz gra fantastyczno-naukowa „Wszechświat Lalande 21185”.